# McDonald's

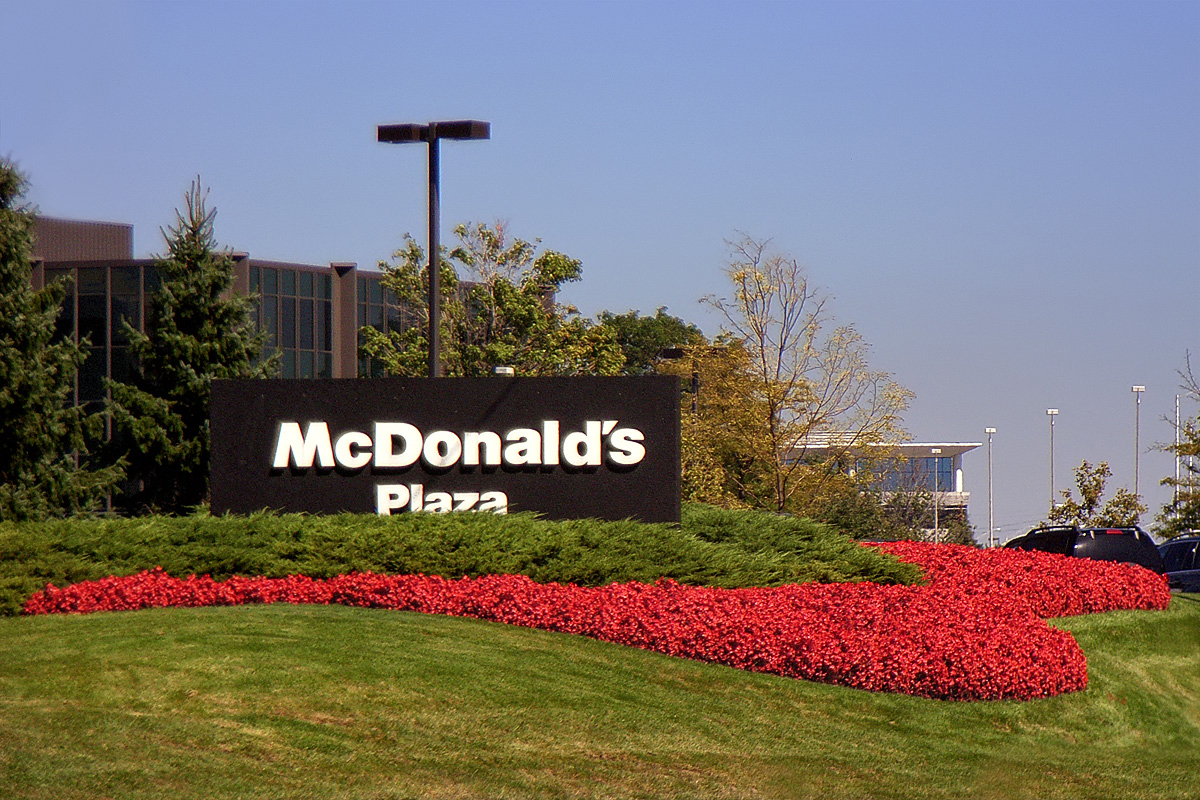
McDonald's Plaza

McDonald's là một tập đoàn kinh doanh hệ thống nhà hàng thức ăn nhanh với khoảng 38.695 nhà hàng tại 119 quốc gia phục vụ các sản phẩm mang thương hiệu riêng của tập đoàn cho 43 triệu lượt khách mỗi ngày. Đây là chuỗi nhà hàng thức ăn nhanh lớn nhất trên thế giới. Công ty được thành lập đầu tiên năm 1940 do anh em Richard và Maurice ("Mick & Mack") McDonald. Nền tảng của sự kinh doanh thành công hôm nay là do Ray Kroc mua lại của anh em McDonald và phát triển thành một trong những dự án kinh doanh thức ăn nhanh thành công nhất thế giới.
Năm 2008, doanh thu của tập đoàn là khoảng 22,8 tỷ USD, trong đó lợi nhuận ròng vào khoảng 3,5 tỷ USD.
Mặc dù McDonald's được xem là một biểu tượng cổ điển của chiến lược toàn cầu hoá, tuy nhiên nhiều tập đoàn lớn khác được phát tán rộng rãi hơn nhiều, ví dụ như Coca-Cola có doanh thu rất đều được phân phối trên khắp Bắc Mỹ, châu Âu và châu Á. Còn McDonald's có 80 phần trăm doanh thu chỉ trong bốn quốc gia - Hoa Kỳ, Đức, Anh và Pháp. Ngoài ra McDonald's còn có những suất ăn đặc biệt dành cho trẻ: Happy meal, suất này có chứa đồ chơi miễn phí khiến mọi người yêu thích.

## Mô hình kinh doanh
Mô hình kinh doanh kinh điển của McDonald's là tập đoàn sở hữu đất tại những vị trí có nhà hàng McDonald's và ghi nhận một phần đáng kể của tổng doanh thu từ tiền thuê đất mà các bên được nhượng quyền của McDonald's chi trả. Những khoảng tiền thuê này đã tăng 26% trong giai đoạn từ 2010 đến 2015, chiếm 1/5 tổng doanh thu của tập đoàn trong giai đoạn đó.

## Sản phẩm
Những sản phẩm nổi bật của McDonald's qua các năm phải kể đến:

Sản phẩm của McDonald's
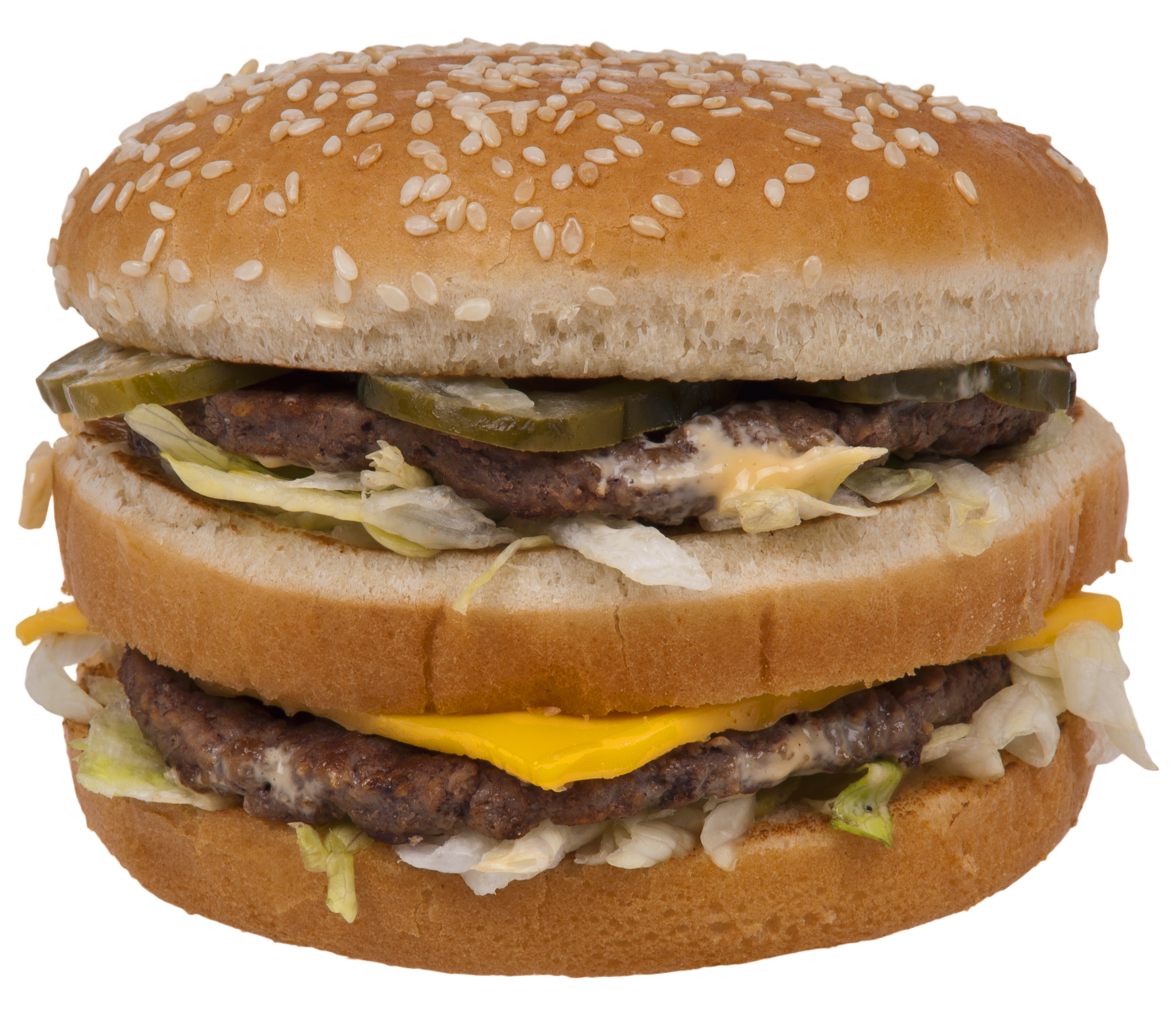
Big Mac
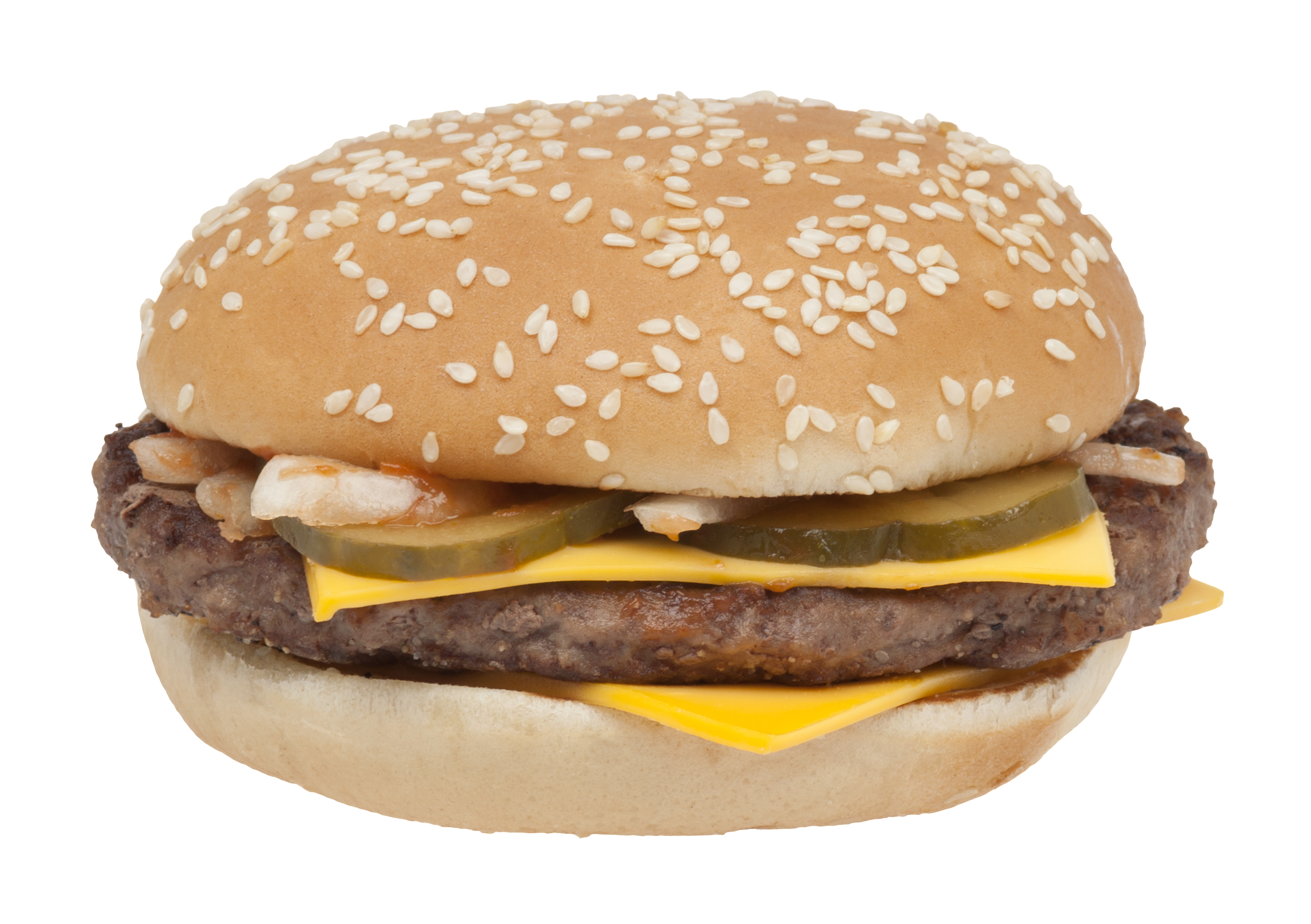
Quarter Pounder
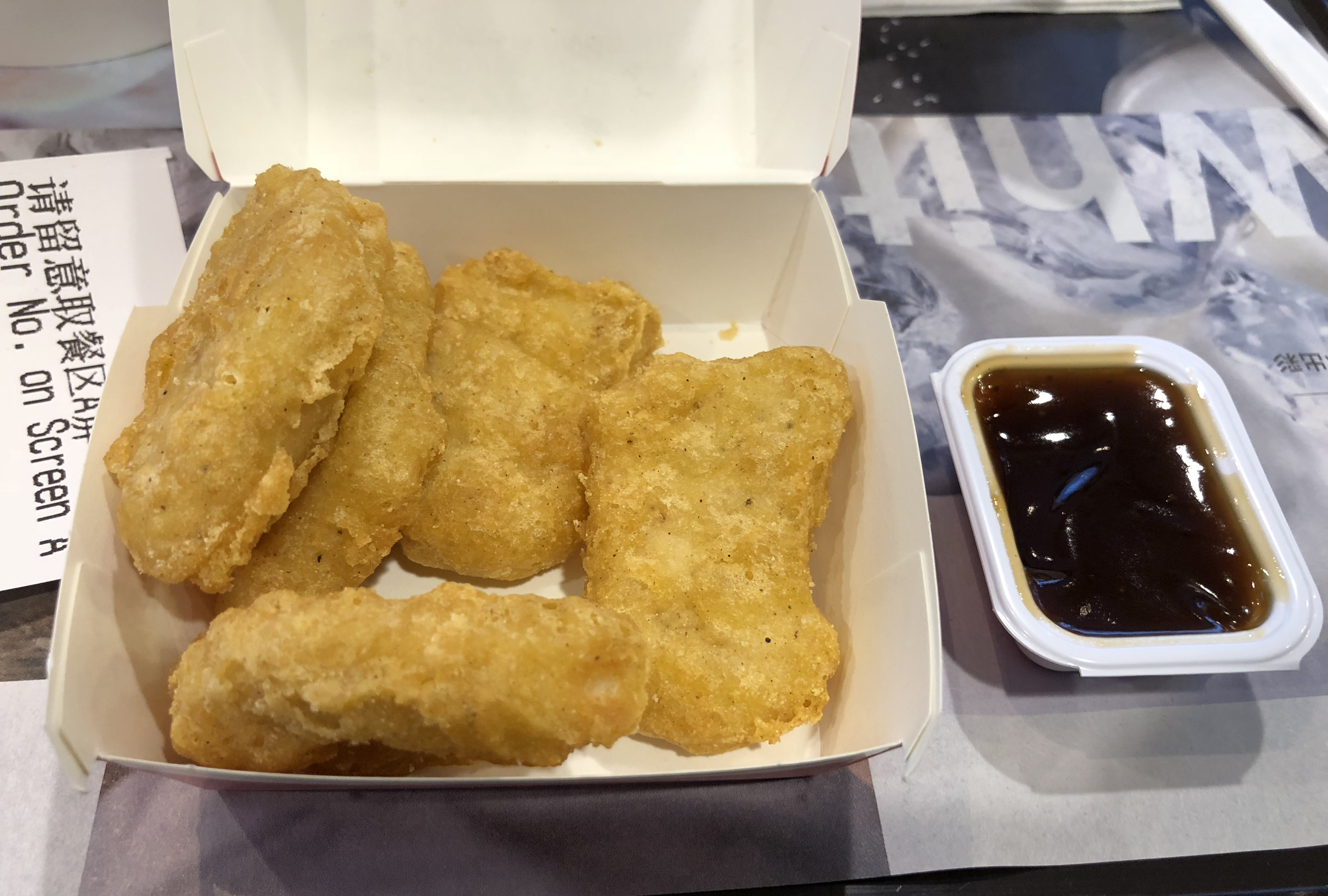
Chicken McNuggets
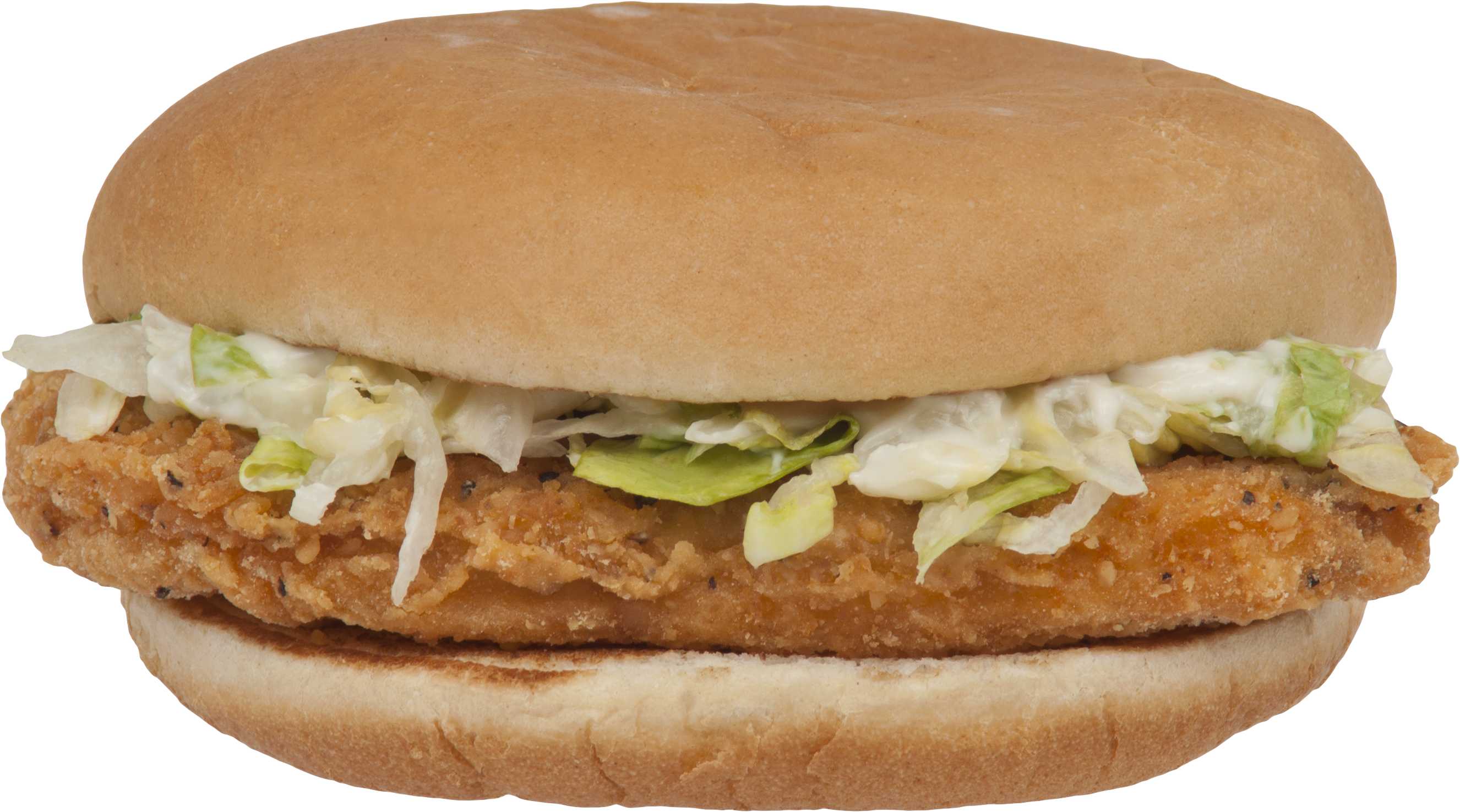
McChicken
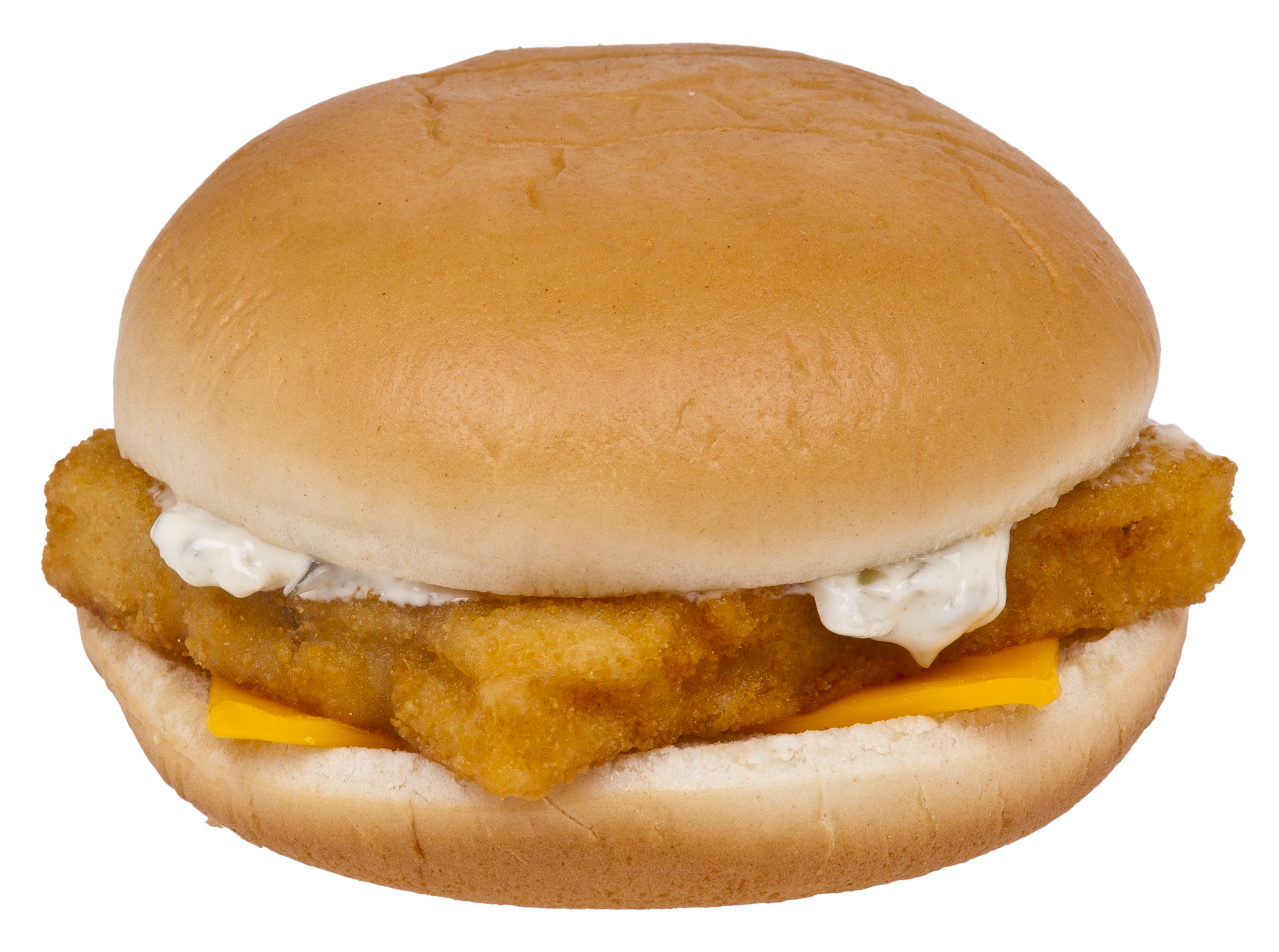
Filet-O-Fish
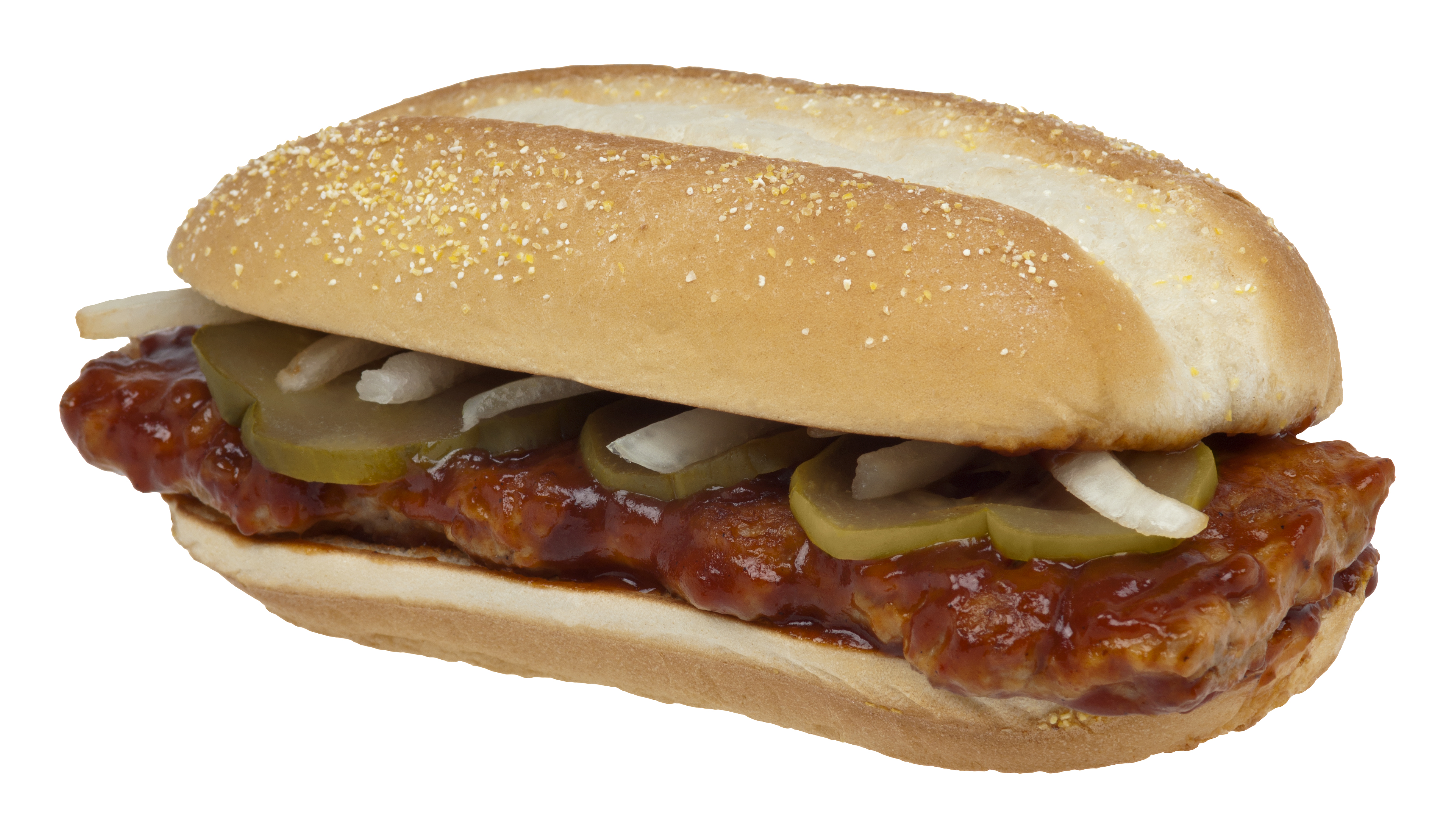
McRib
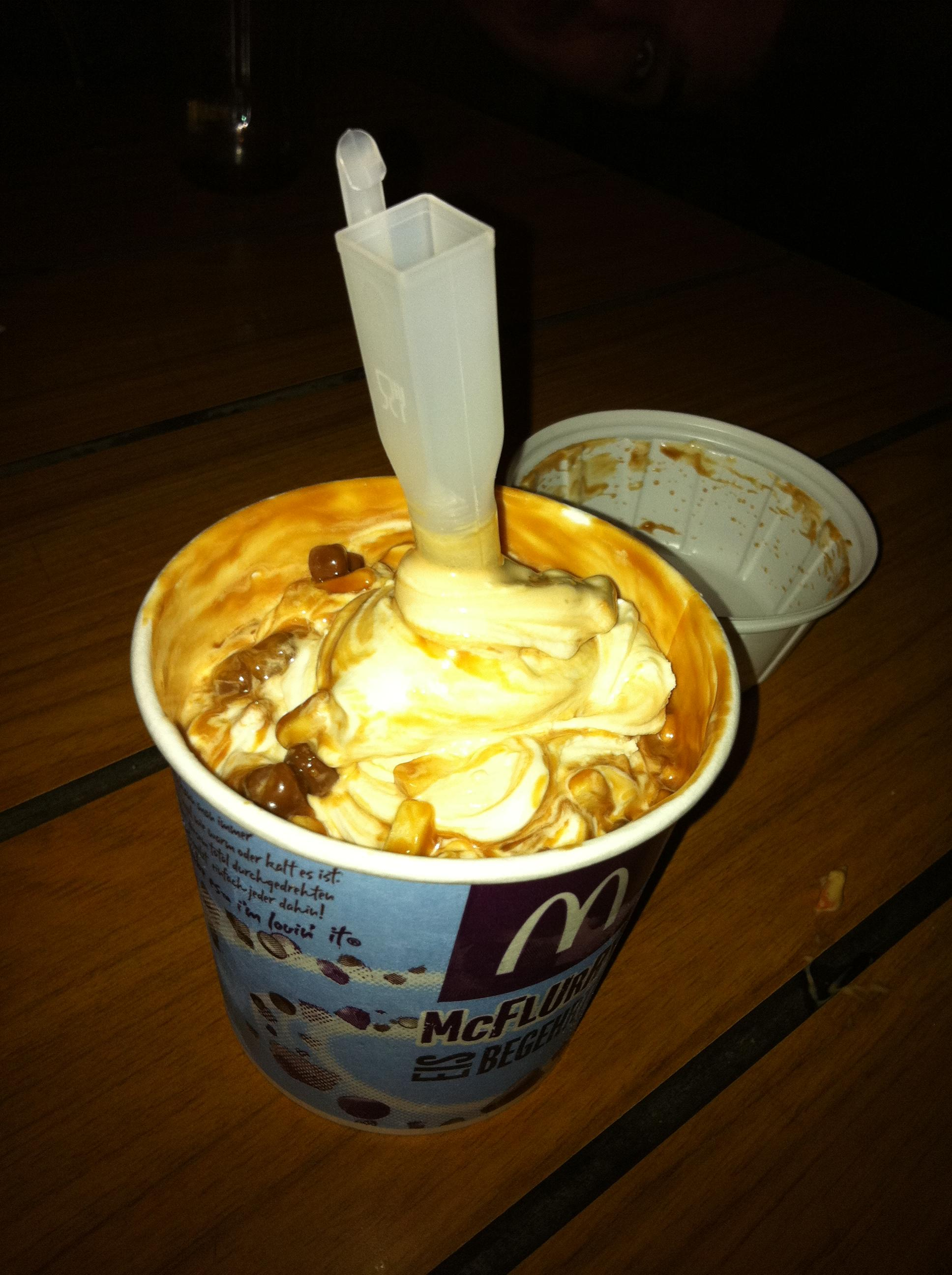
McFlurry

## Các hình thức nhà hàng
- Drive-Thru: xe ô tô vào tận quầy mua hàng
- 24/7: Bán hàng 24 giờ/ngày và 7 ngày/tuần

### McCafé
McCafé  là tên gọi của quán cà phê đi kèm với nhà hàng McDonald's. Khái niệm này đã hình thành ở McDonald's Úc với tên gọi là Macca's, với tiệm đầu tiên xuất hiện ở Melbourne vào năm 1993.

## Trong văn hóa đại chúng

### Chỉ số Big Mac
Chỉ số Big Mac (tiếng Anh: Big Mac index), mang tên của sản phẩm nổi bật của McDonald's là Big Mac, là một phương pháp không chính thức nổi tiếng do tạp chí The Economist tạo ra vào tháng 9 năm 1986 và cập nhật định kỳ kể từ đó, để đo lường sức mua tương đương giữa hai đơn vị tiền tệ và đưa ra một phép thử mức độ mà các tỷ giá hối đoái trên thị trường khiến cho hàng hóa ở những quốc gia khác nhau có chi phí như nhau. Chỉ số Big Mac đã "tìm cách làm cho lý thuyết tỷ giá hối đoái dễ tiêu hóa hơn một chút".

### Đại học Hamburger

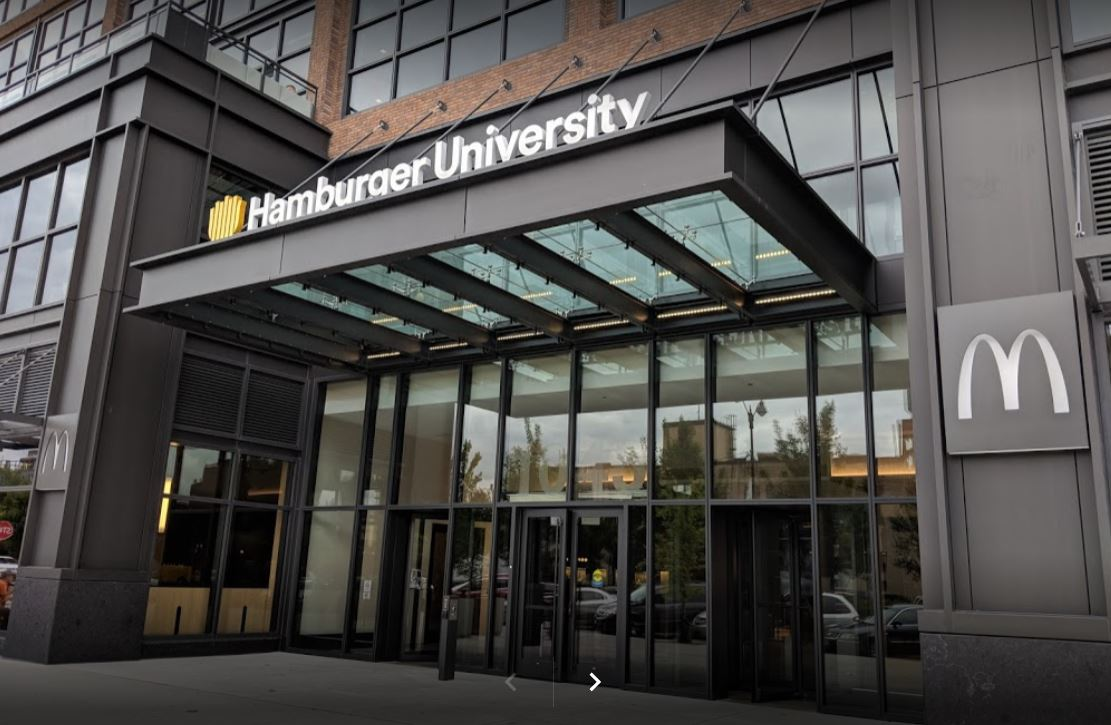
Đại học Hamburger tại Chicago, Illinois, Hoa Kỳ

Đại học Hamburger là cơ sở đào tạo tại trụ sở toàn cầu của Tập đoàn McDonald's ở Chicago, Illinois ở Hoa Kỳ được thành lập từ năm 1961. Đây là nơi huấn luyện các quản lý nhà hàng có nhiều tiềm năng, người quản lý cấp trung và người điều hành - chủ sở hữu trong lĩnh vực quản lý nhà hàng. Hơn 5.000 sinh viên theo học tại Đại học Hamburger mỗi năm và hơn 275.000 người đã nhận bằng tốt nghiệp ngành Hamburgerology tại trường này.

## Hình ảnh

Cửa hàng McDonalds khắp thế giới
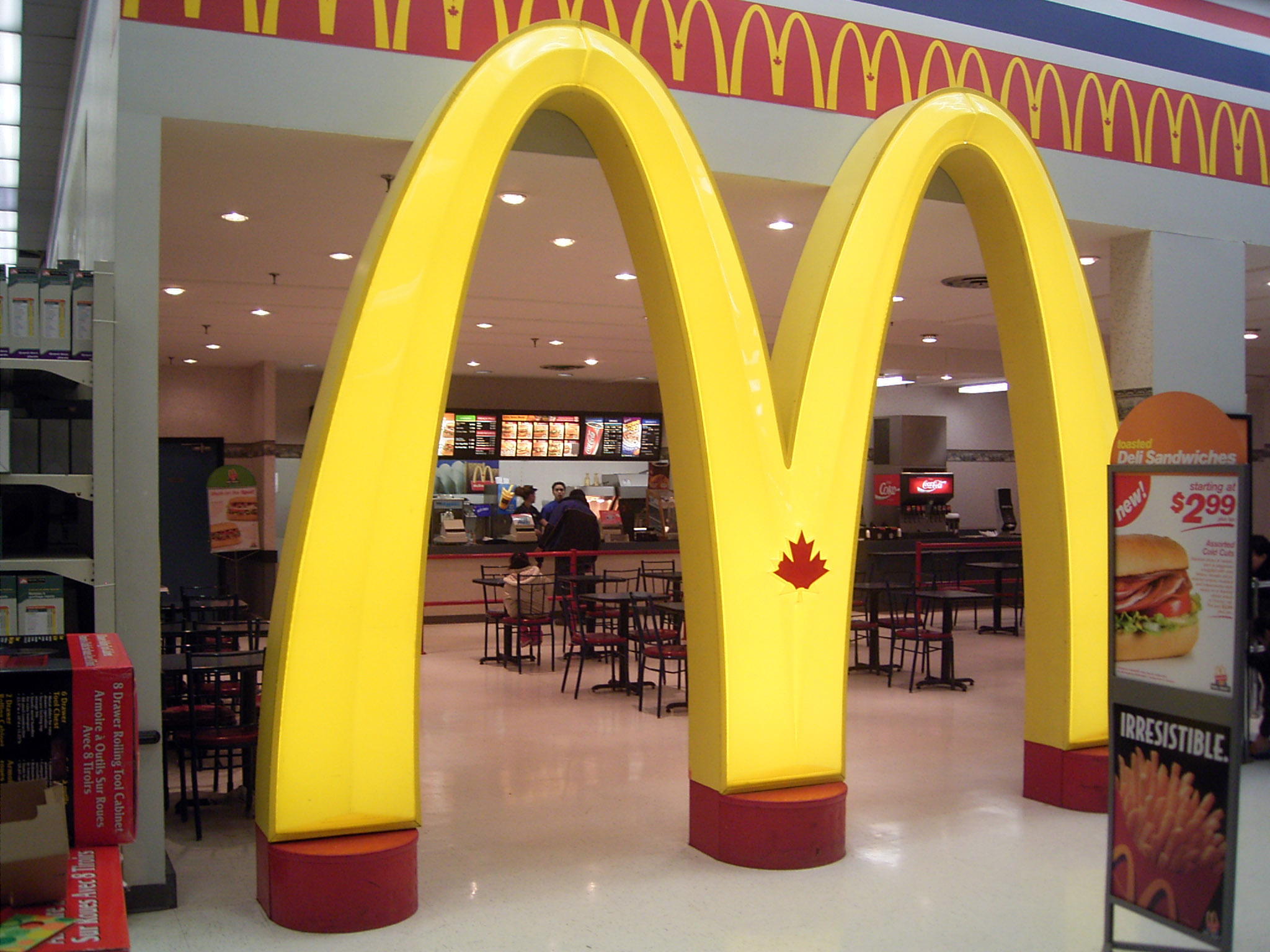
Tại Toronto
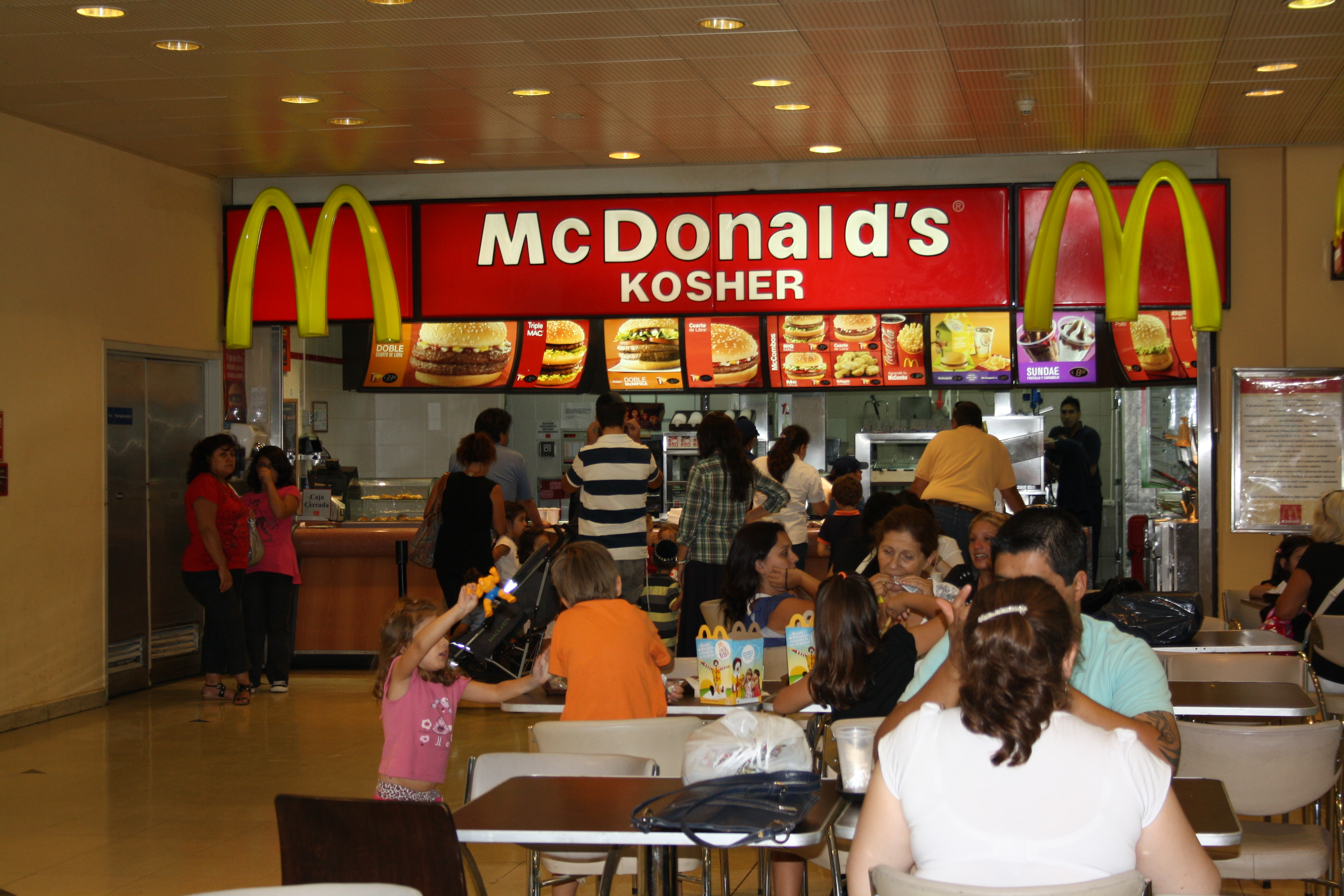
McDonald's Kosher tại Buenos Aires, Argentina
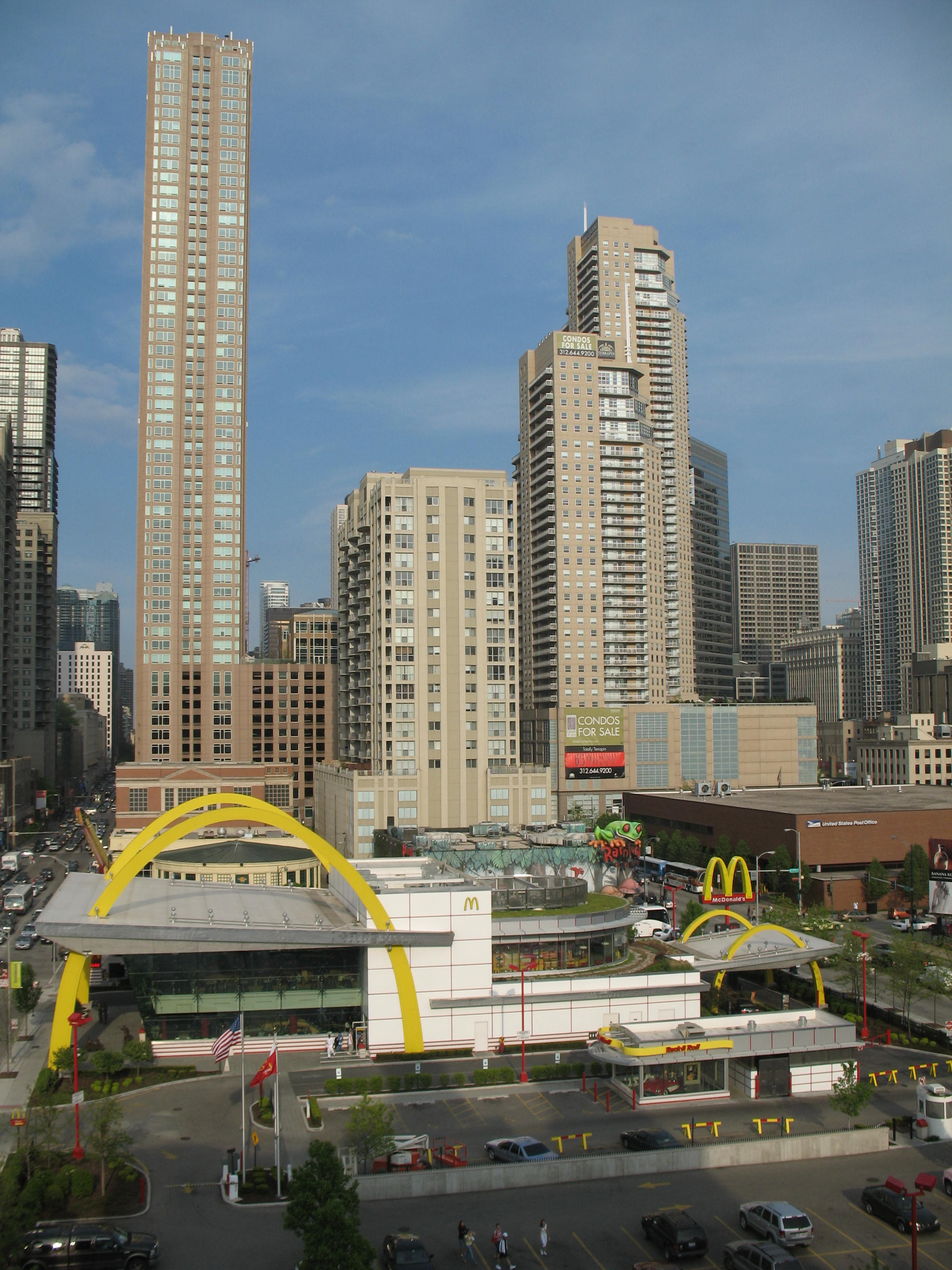
Nhà hàng Rock N Roll McDonald's tại Chicago, Illinois, là nơi tập đoàn kỷ niệm 50 năm thành lập.
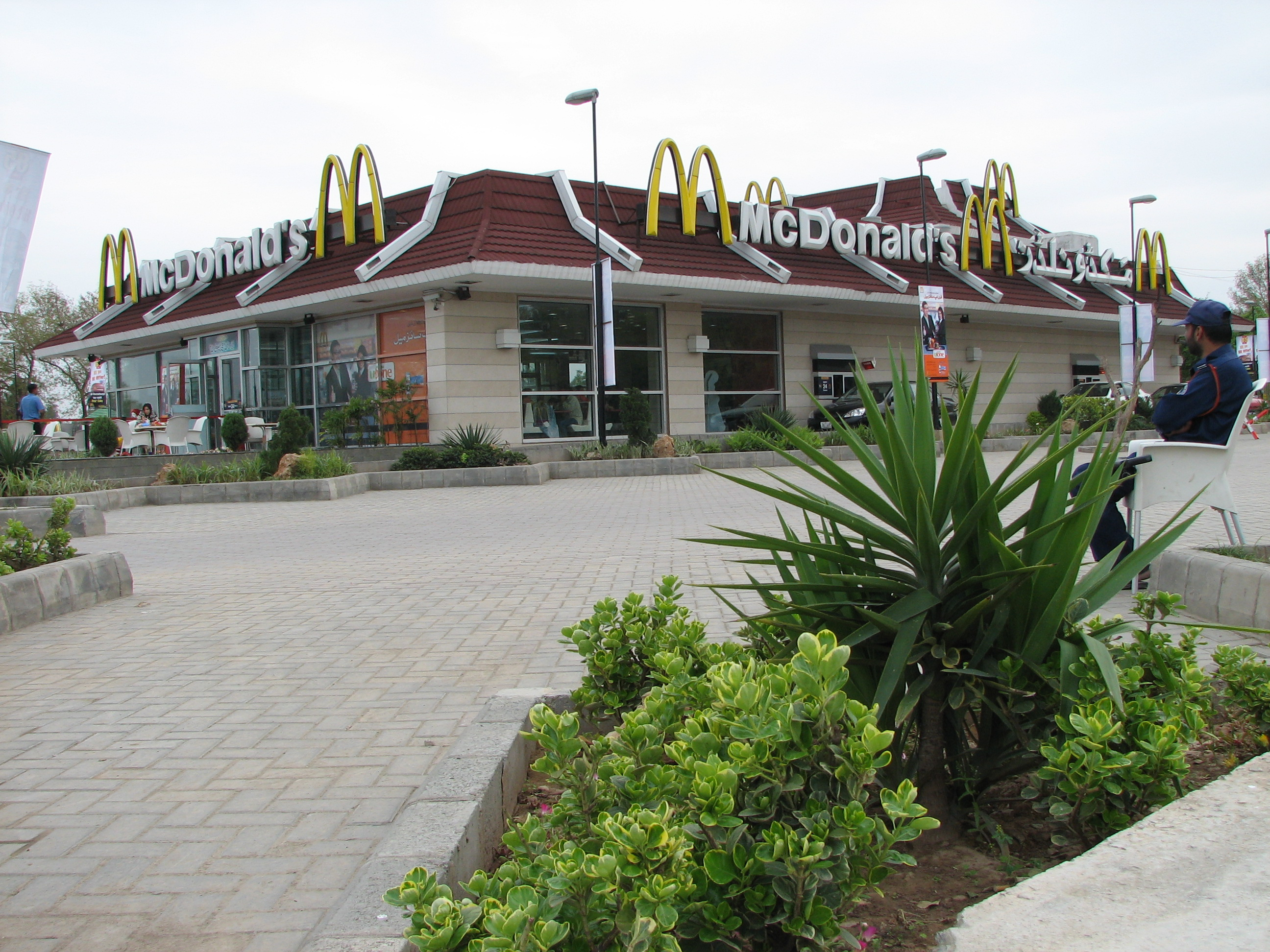
Một nhà hàng McDonald's tại thủ đô Islamabad của Pakistan.

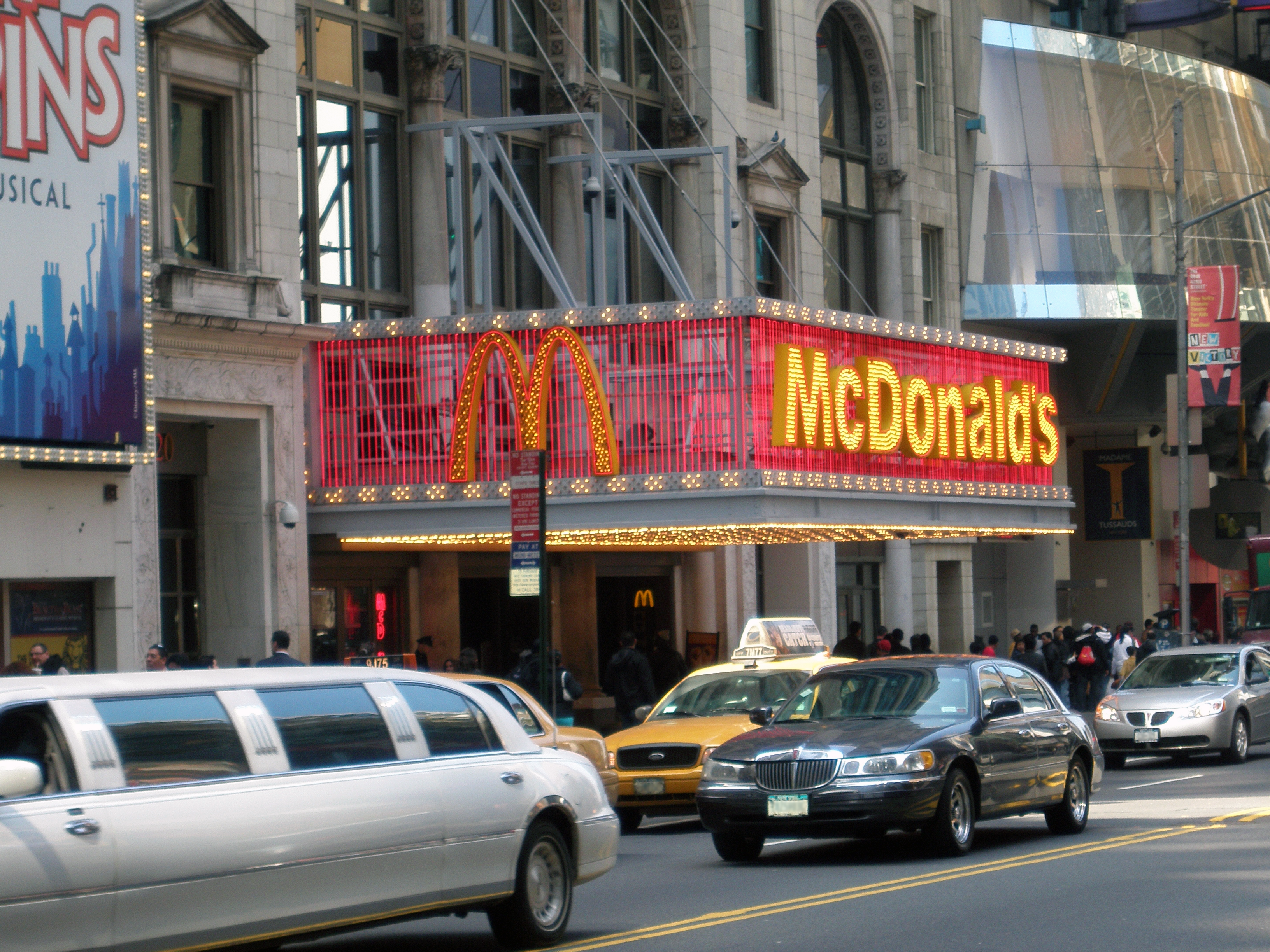
Một cửa hàng McDonald's phía trước Quảng trường Thời đại.
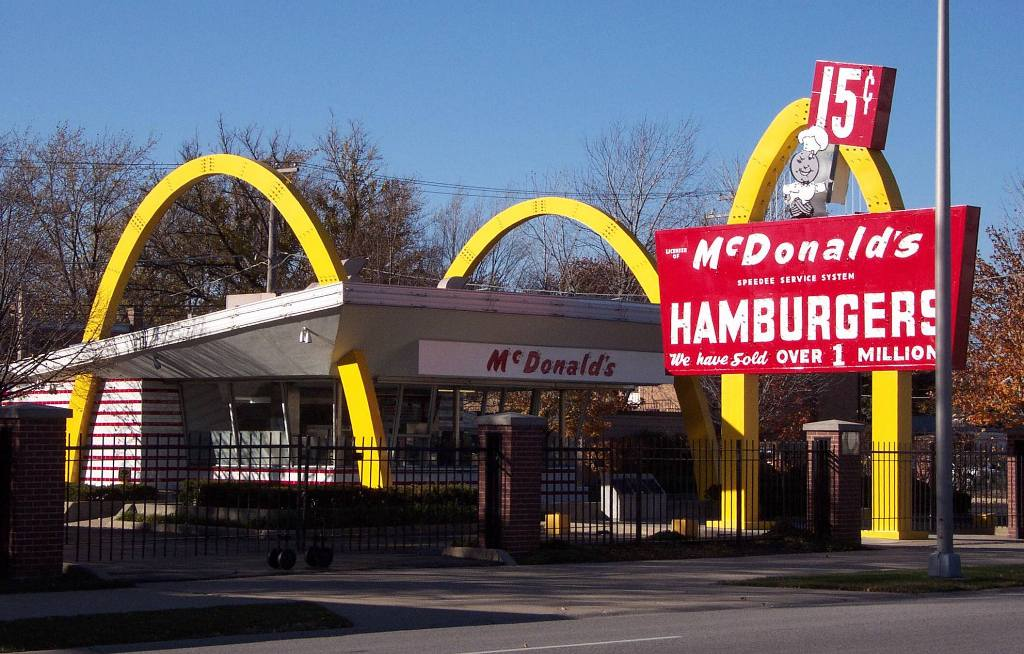
Nơi tọa lạc của hàng McDonald's đầu tiên được mở bởi Ray Kroc, bây giờ là "bảo tàng McDonald's" ở Des Plaines, Illinois. Tòa nhà này là bản sao của cửa hàng thứ 9 của McDonald's.
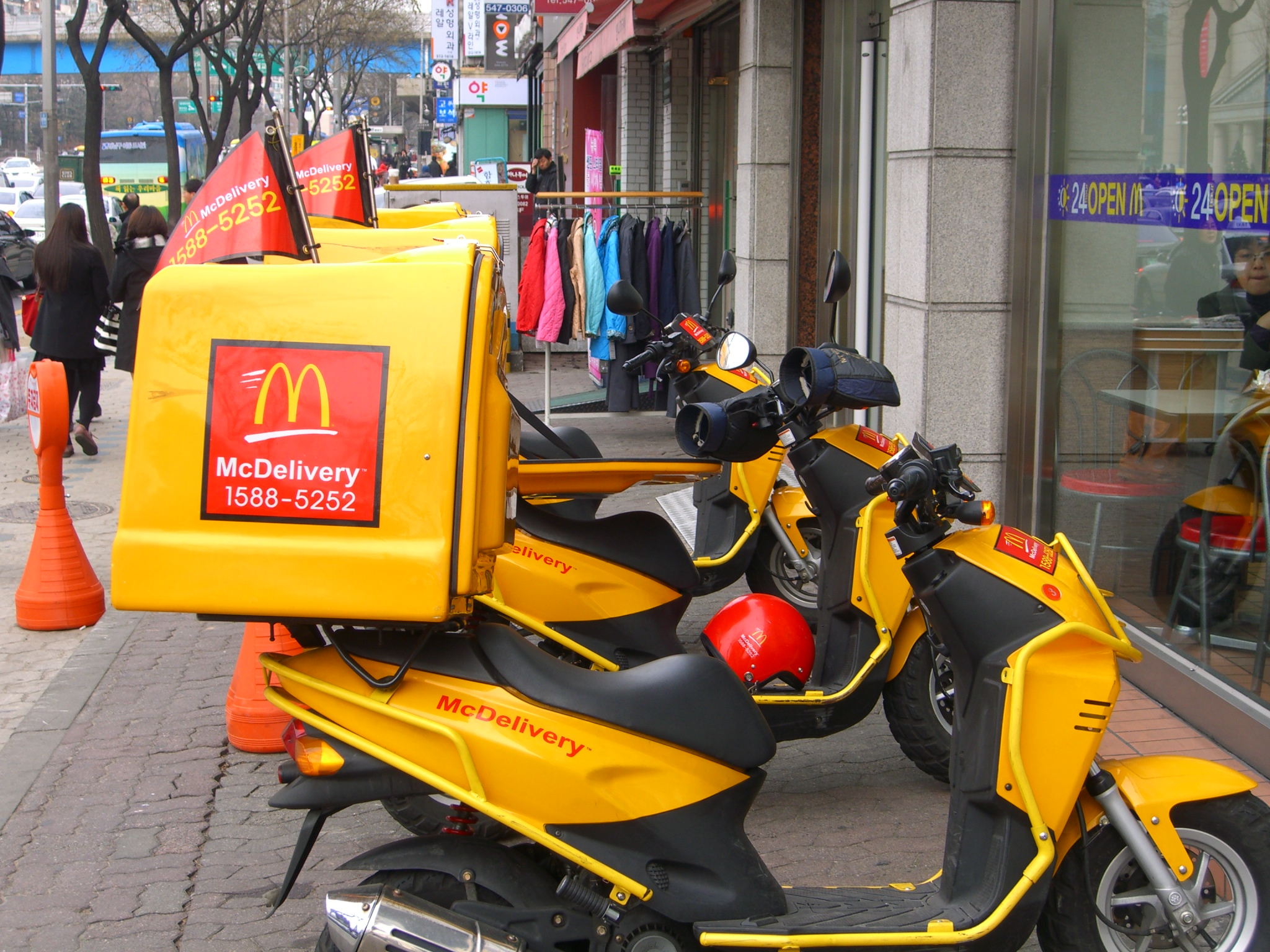
Một phương tiện giao hàng của McDonald's ở Seoul, Hàn Quốc.

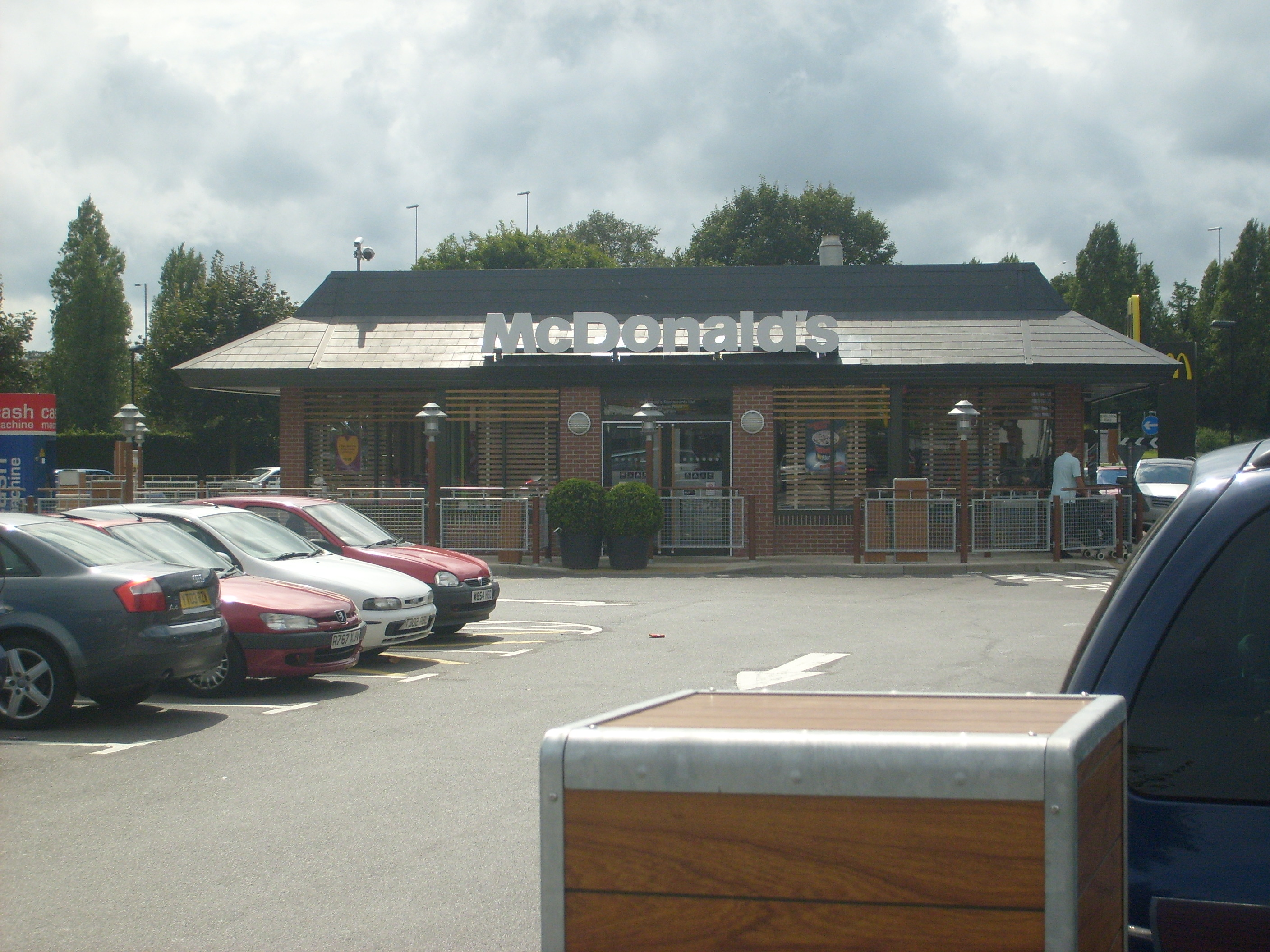
Một nhà hàng McDonald's độc lập đã được tu sửa tại Portsmouth, Anh. Không như các nhà hàng McDonald's trên thế giới, nhà hàng McDonald's ở Vương quốc Anh chỉ được tu sửa thay vì xây mới.
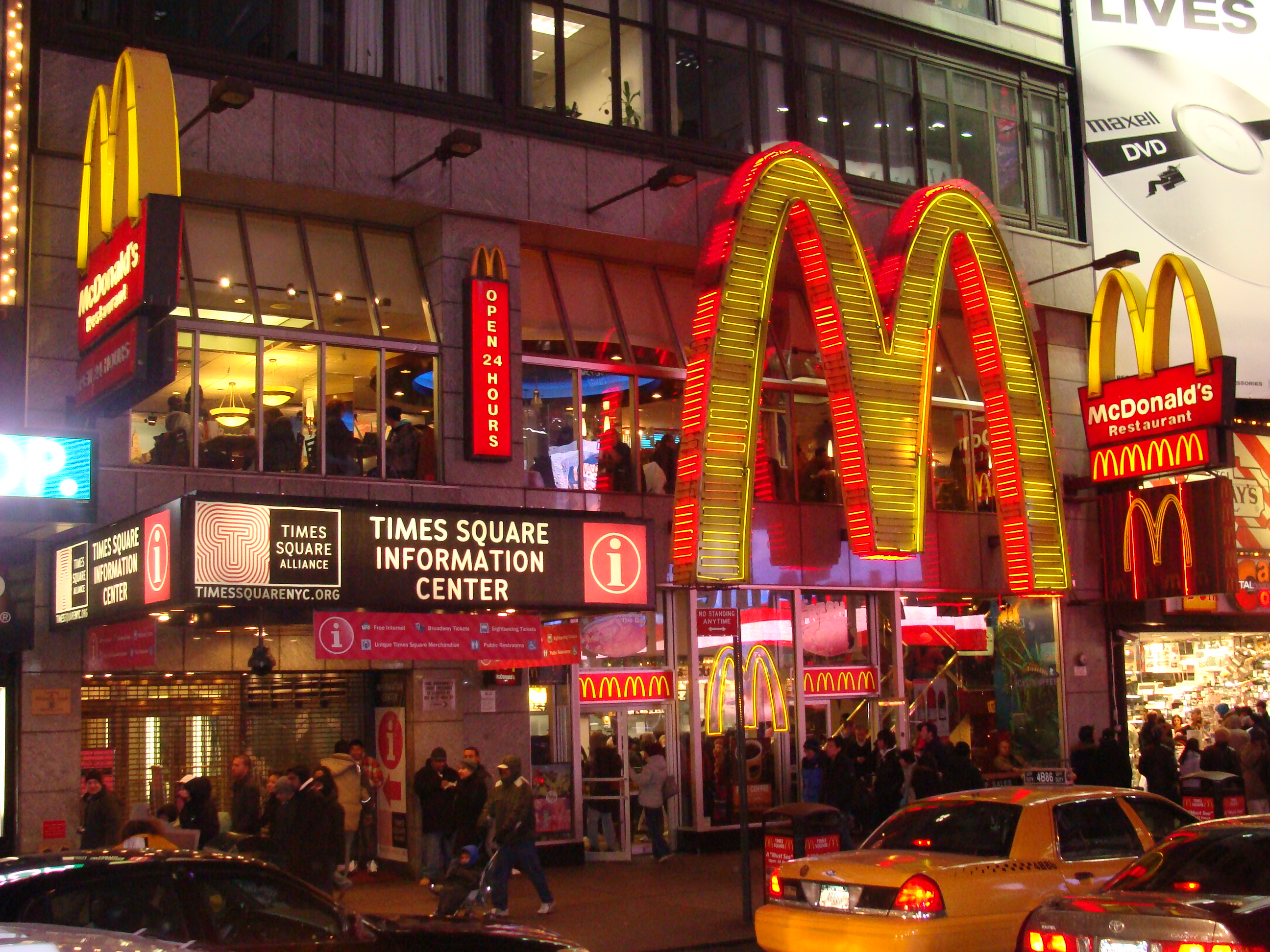
Mặt tiền một nhà hàng McDonald's tương đối hiện đại tại Quảng trường Thời đại.
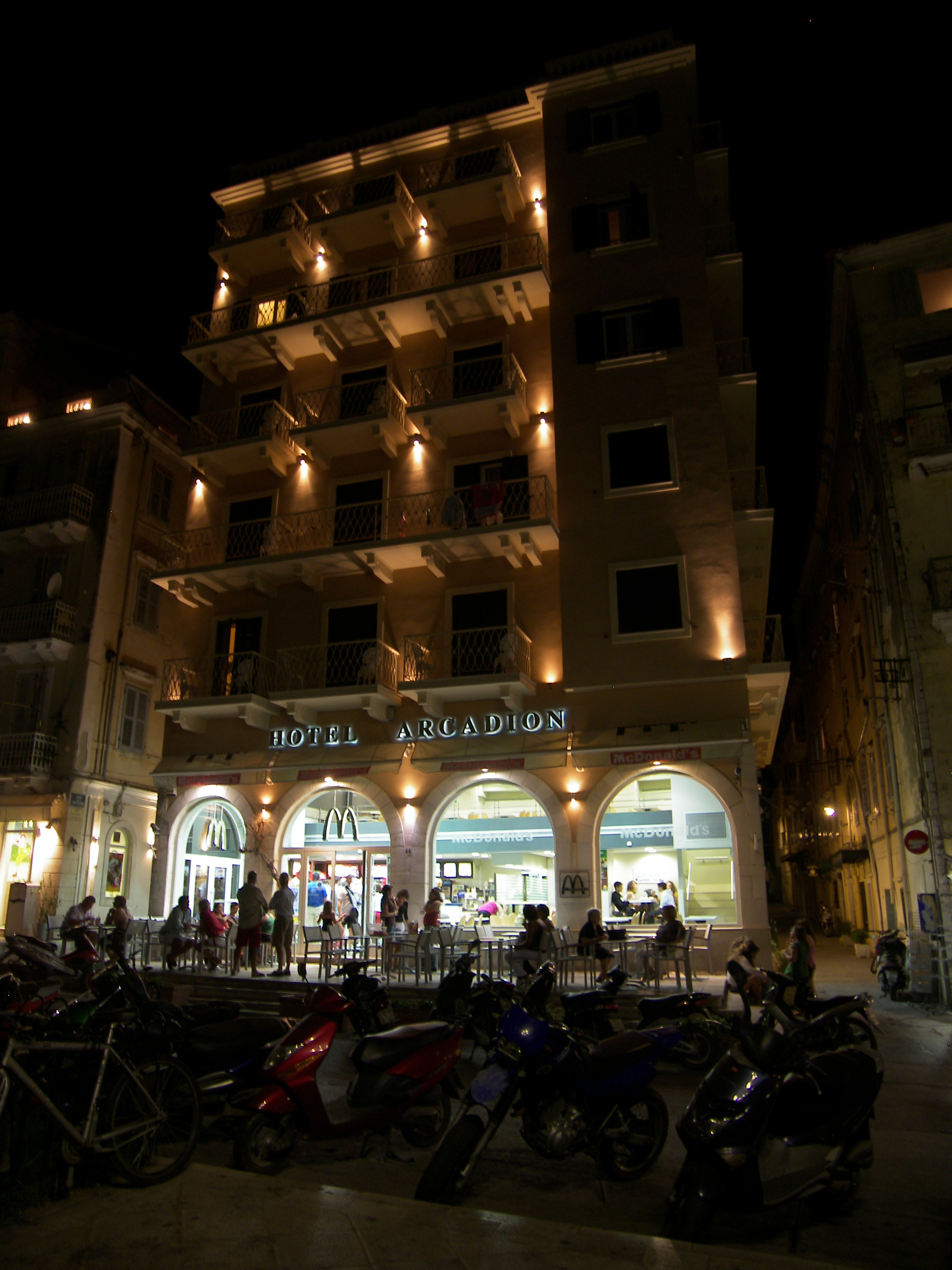
McDonalds tại Corfu, Hy Lạp

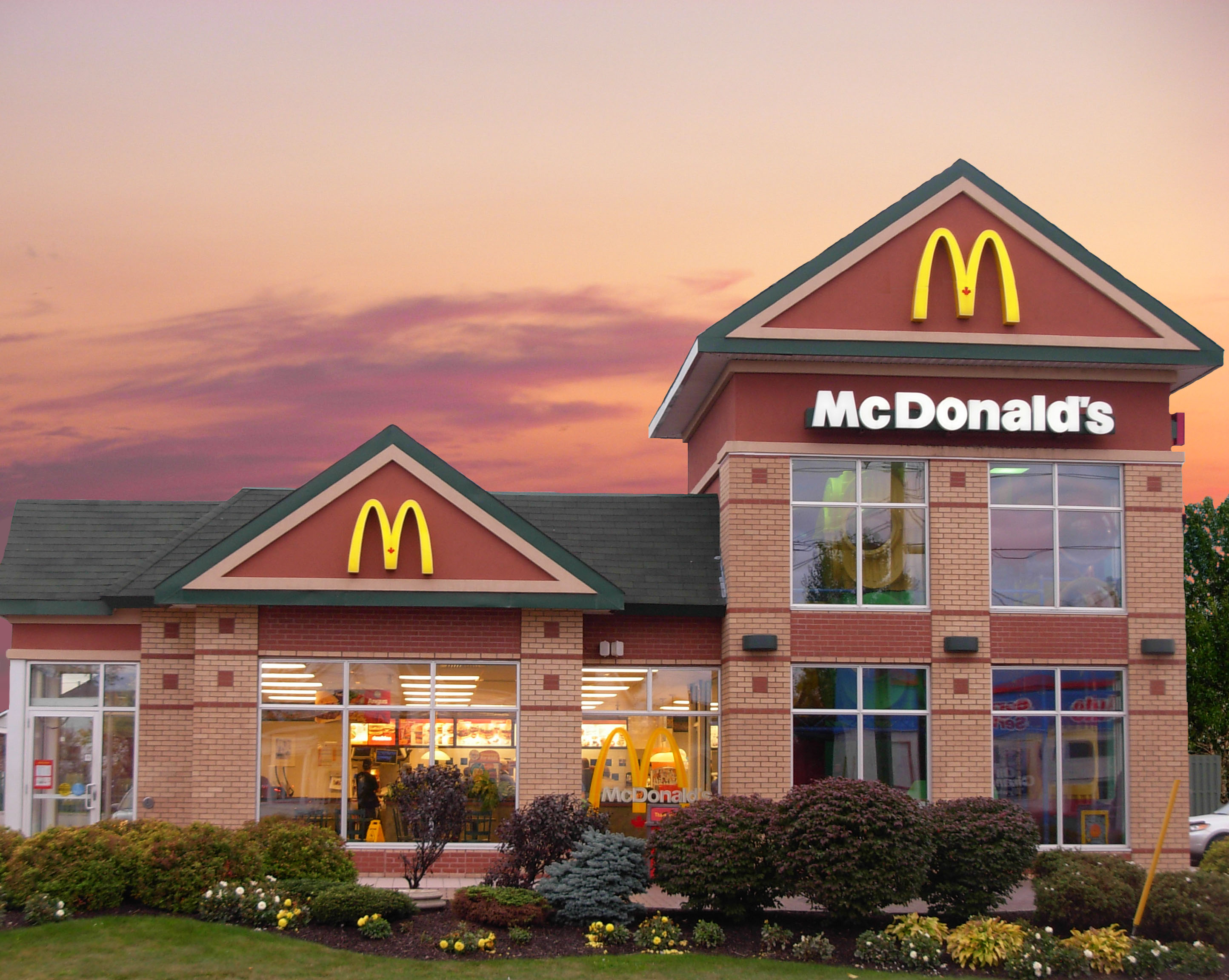
Một nhà hàng McDonald's với khu vui chơi Playplace tại Moncton, Canada
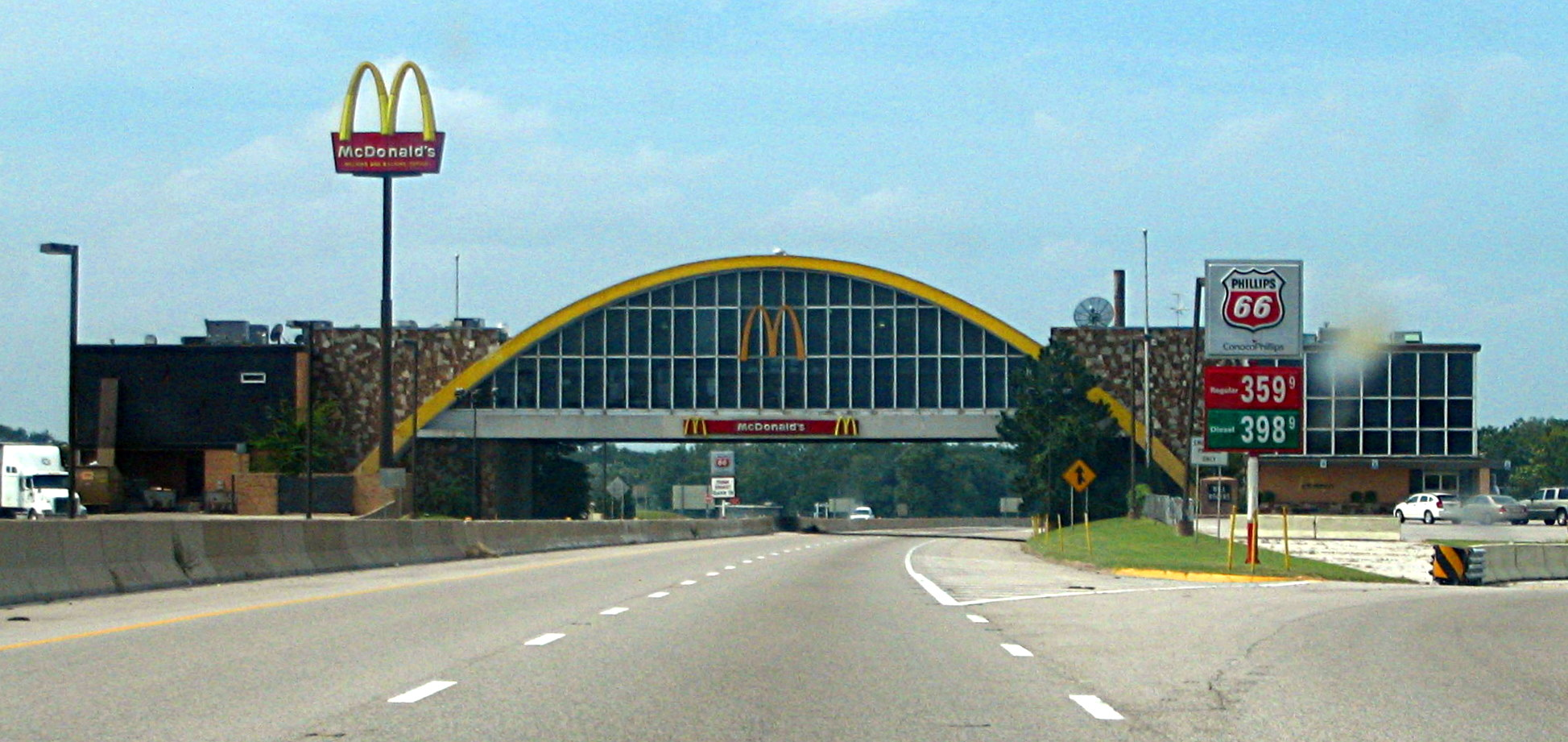
Nhà hàng McDonald's được xây bên trên cao tốc Interstate 44 ở Vinita, Oklahoma.
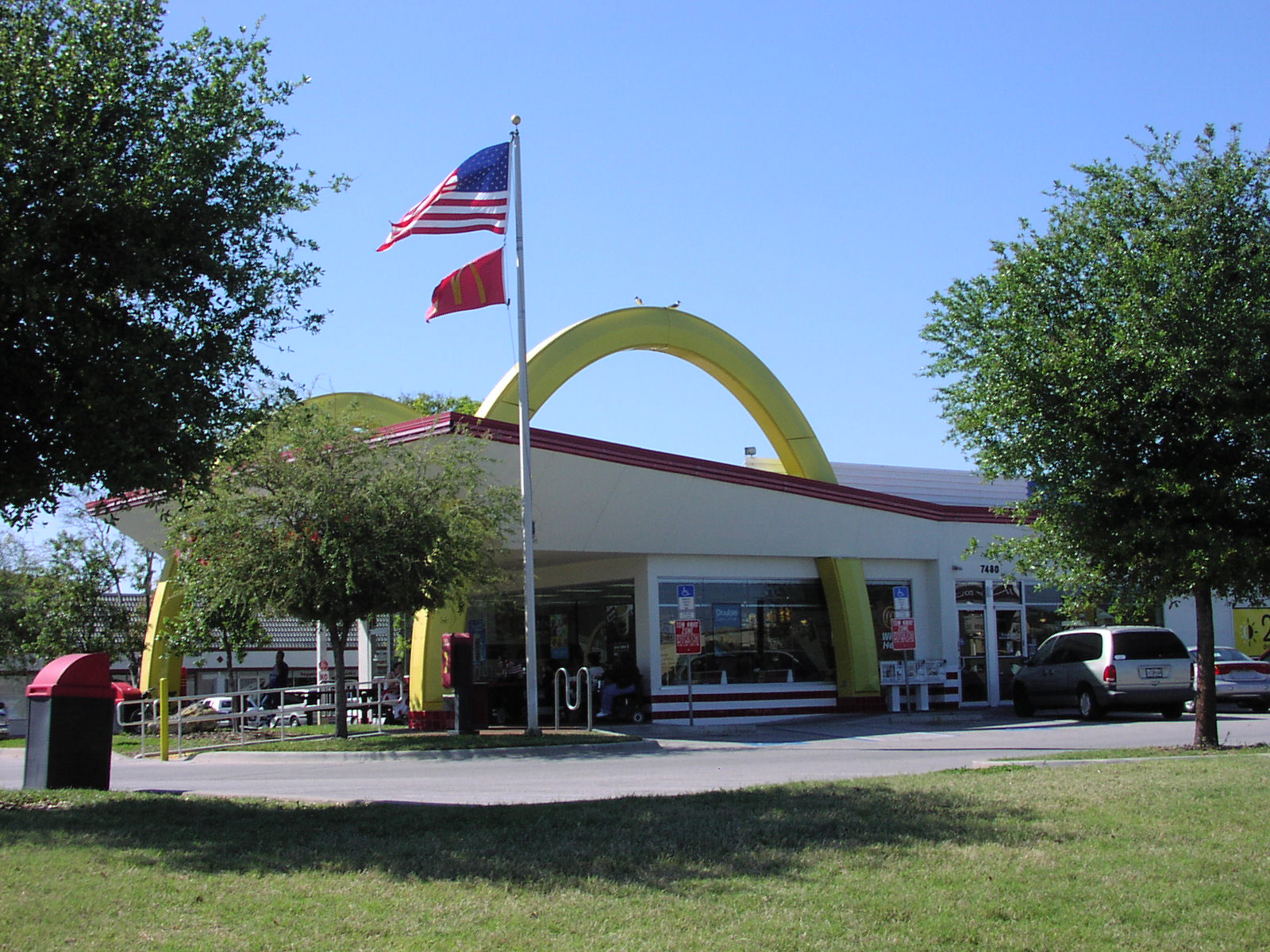
McDonalds in Seminole Florida on Park Blvd
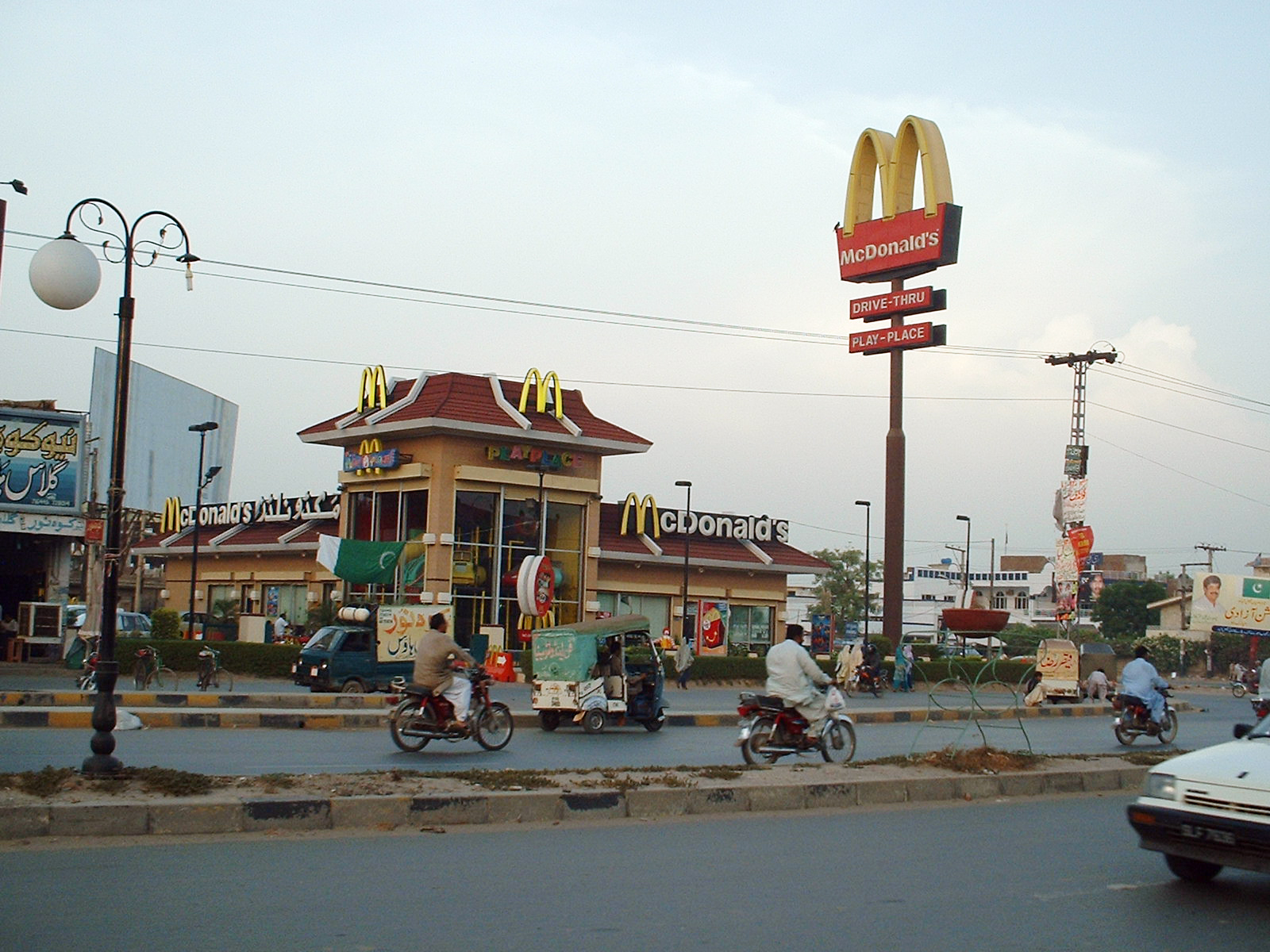
McDonalds in Faisalabad, Pakistan
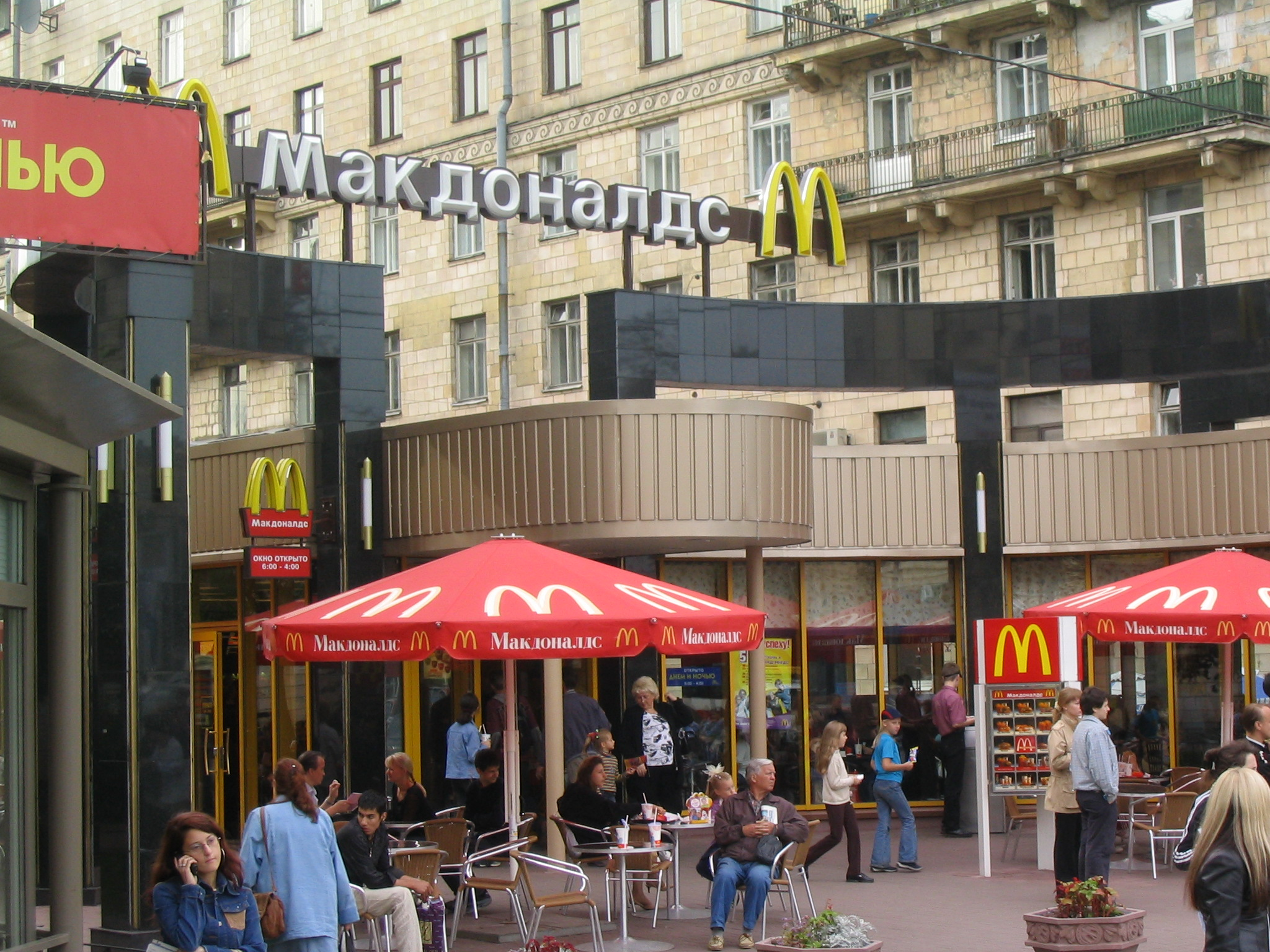
Tại St Petersburg
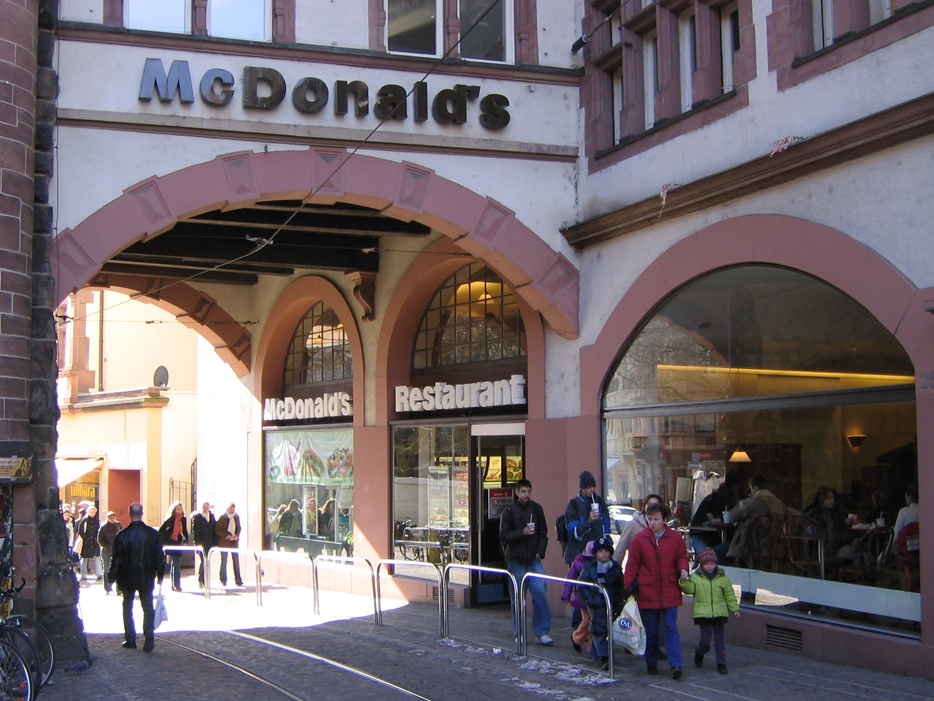
Tại Freiburg

## Liên kết
- Trang chủ McDonald's